# 317

## Nașteri
- 7 august: Constanțiu II, împărat roman, din 337 (d. 361)
- februarie: Constantin al II-lea, împărat roman, din 337 (d. 340)

## Decese
- martie: Valerius Valens  (n. ?)